# Hórjúdži
Hórjú-dži (japonsky: 法隆寺, „Chrám kvetoucího práva“) je buddhistický chrám ve městě Ikaruga, prefektura Nara, Japonsko. Jeho plné jméno je Hórjú Gakumondži (法隆学問寺) neboli „Vzdělávací chrám kvetoucího práva“, což napovídá, že chrám slouží nejen jako klášter, ale i jako seminář. V chrámovém komplexu se nacházejí jedny z nejstarších dřevěných budov na světě. Je počítán mezi sedm velkých narských chrámů (南都七大寺, Nanto šičidaidži).
Chrám byl původně založen v roce 604 na příkaz prince Šótokua. Dokončen byl o tři roky později a byl tehdy pojmenován „Ikaruga-dera“ (斑鳩寺).
V roce 670 chrám shořel a poté byl postupně obnovován až do počátku 8. století. Později se stal hlavním náboženským centrem Hossó buddhismu.
Mnoho z fresek, soch a další výzdoby uvnitř chrámu, stejně jako vlastní architektura, vykazují známky vlivu Číny, Korey a Indie.
Hórjúdži je jeden z nejstarších buddhistických chrámů v Japonsku. Pochází z doby, kdy buddhismus byl pro Japonce novým náboženstvím.
V roce 1993 byl chrám přidán na Seznam světového dědictví UNESCO.
Také japonská vláda přiznala dvaceti budovám v chrámovém komplexu status „Národního pokladu“ nebo „Důležité kulturní památky“.
Hórjúdži se dělí na dvě části: starší Západní chrám (西院 Sai-in) a na Východní chrám (東院 Tó-in).

## Západní chrám
- Nandaimon (南大門, „Jižní velká brána“). Vchod do areálu z roku 1438.
- Čúmon (中門, „Centrální brána“). Brána z období Asuka označuje vchod do vnitřního okrsku Kairó (回廊). Po stranách brány jsou nejstarší japonské sochy ochránců Kongo-rikiši.
- Kindó (金堂, „Zlatá síň“; také Kondó). S datem vzniku kolem roku 700 je údajně nejstarší dřevěnou stavbou na světě[1]. Je také známá svými nesmírně cennými sochami a freskami (bohužel fresky byly vážně poškozeny požárem v roce 1949).[2] Stojí uvnitř Kairó.

- Godžútó (五重塔, „Pětipatrová pagoda“). Tato pětipatrová pagoda je nejstarší v Japonsku a sloužila za vzor všem ostatním. Také stojí uvnitř Kairó.
- Daikódó (大講堂, „Velká vzdělávací síň“). Leží v severní části Kairó. Byla postavena v roce 990 a je jednou z největších budov v Hórjúdži.
- Daihózóden (大宝蔵殿 „Velká pokladnice“). Moderní budova se stálou chrámovou expozicí.
- Tódaimon (東大門, „Východní velká brána“). Dělí celý komplex na západní a východní část.

## Východní chrám
- Jumedono (夢殿, „Pavilon snů“). Postaven roku 739 na místě budovy, kde žil princ Šótoku.

## Další budovy
- Chrám Čúgú-dži (中宮寺). Samostatný chrám u severovýchodního okraje komplexu. Původně byl rezidencí Šótokuovy matky. Je známý díky své soše boddhisattva Miroku (Budoucí Buddha).

## Fotogalerie

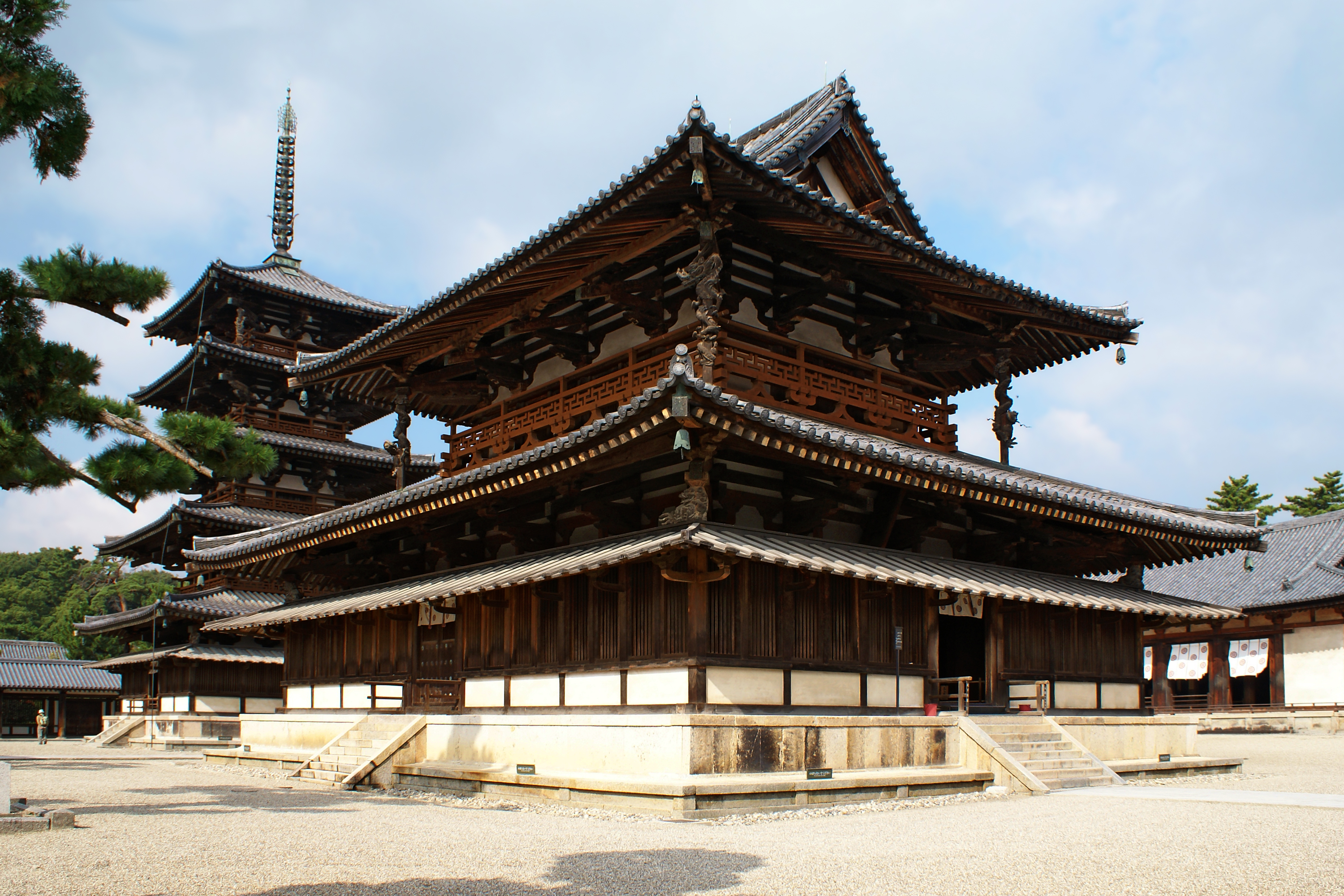
Kondó
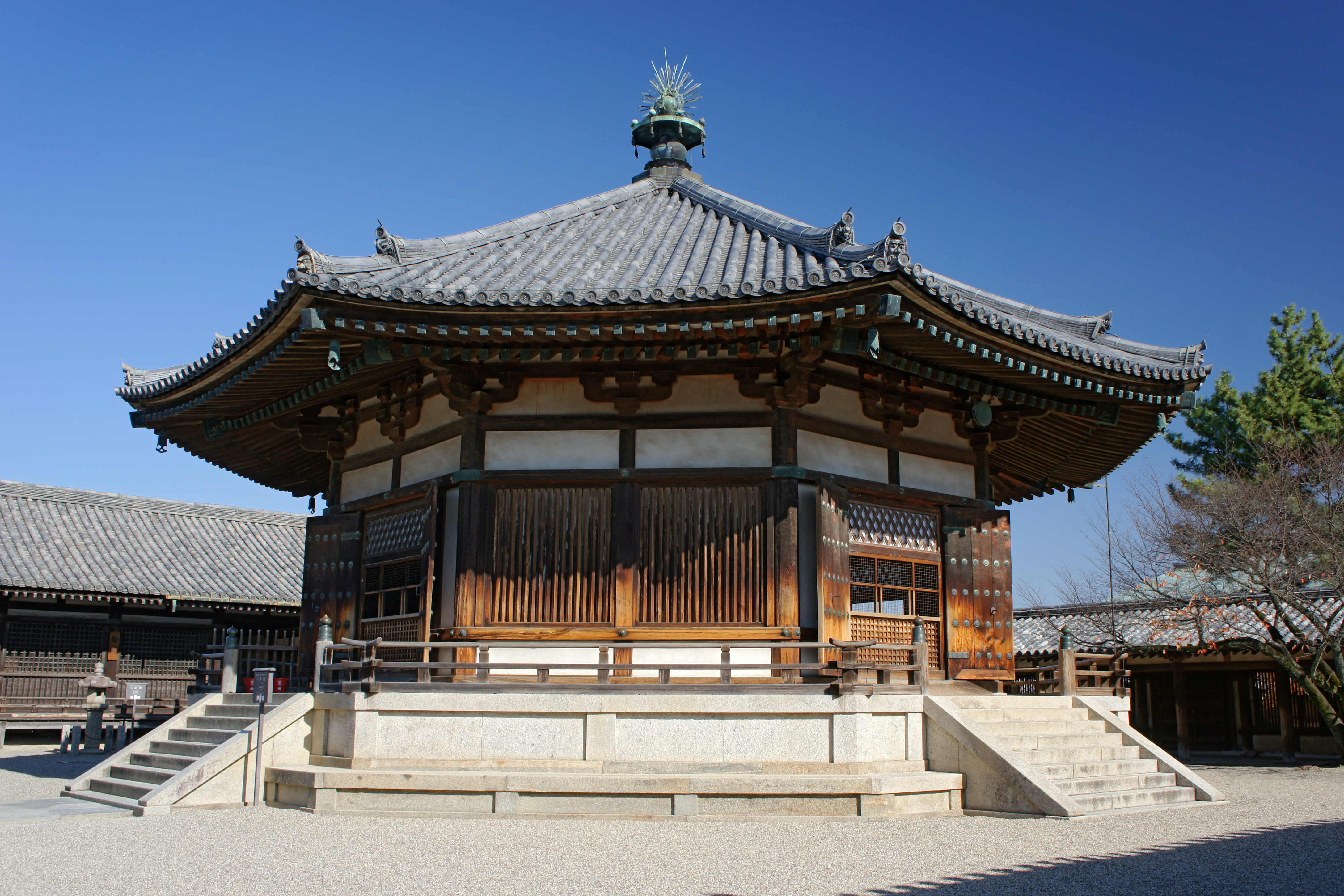
Jumedono, stavba spojovaná s princem Šótoku
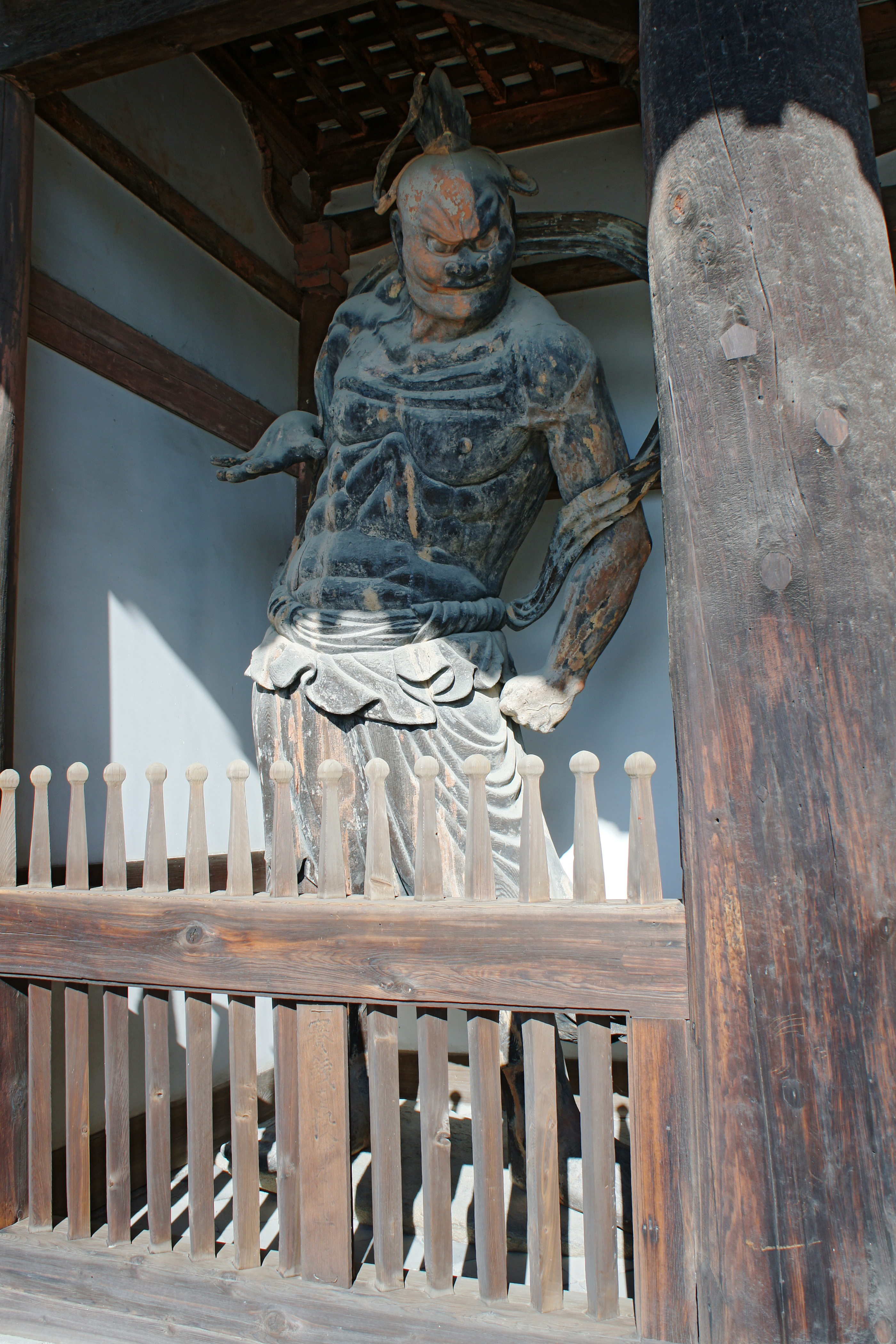
Socha strážce v Hórjúdži
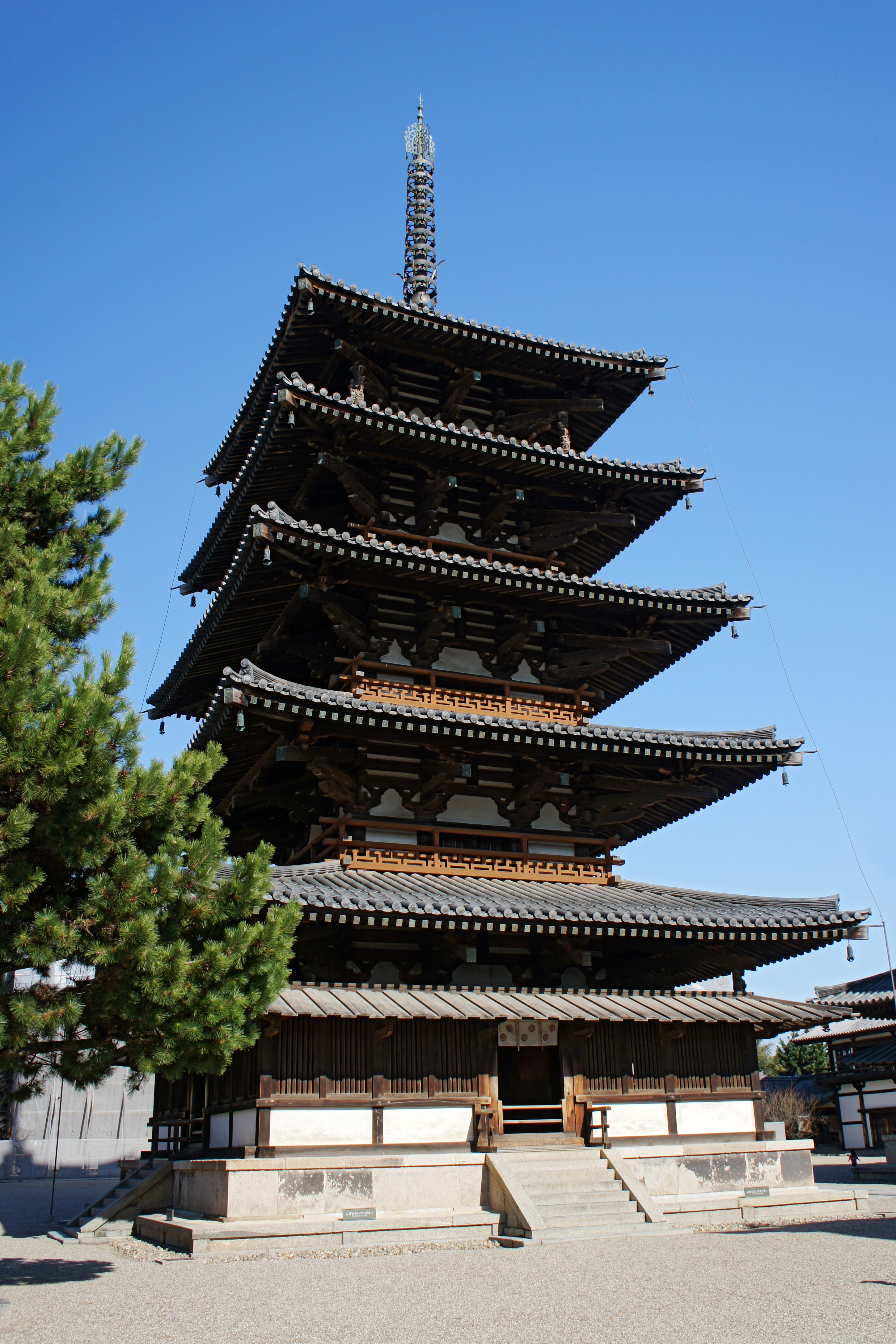
Godžú-no-Tó, pětipatrová pagoda